# Greene County (Alabama)
Greene County is een county in de Amerikaanse staat Alabama.
De county heeft een landoppervlakte van 1.673 km² en telt 9.974 inwoners (volkstelling 2000). De hoofdplaats is Eutaw.

## Bekende inwoners
- Mary Anderson (uitvindster) (1866-1953) uitvindster van de ruitenwisser